# Knut Wicksell
Johan Gustaf Knut Wicksell (Estocolmo, 20 de dezembro de 1851 — Stocksund, Danderyd, 3 de maio de 1926) foi um economista sueco.
Knut Wicksell usou o conceito "natural" a fim de explicar o equilíbrio de longo prazo da taxa de juros.  Em seu trabalho Interest and Prices, Wicksell escreveu sua versão da teoria quantitativa da moeda, com uma visão particular a respeito dos efeitos indiretos da oferta da moeda nos preços. Desenvolveu também a teoria da produtividade marginal, que afirma que o preço de cada fator de produção deve se igualar a produtividade marginal.  Wicksell também afirmou que uma alocação eficiente de recursos não garantiria uma distribuição justa, pois apenas tomaria a forma de uma injusta e preexistente alocação de renda.
As teorias de Wicksell sobre os preços e quantidades colaboraram decisivamente para a macroeconomia desenvolvida na Escola de Estocolmo.  Wicksell pode também ser considerado um malthusiano, pois defendia o uso do controle da natalidade.
O seu valor como teórico evidenciou-se na sua teoria da produtividade marginal, formulada como síntese das correspondentes teorias de Jevons e Menger e da teoria do capital de Böhm-Bawerk, numa estrutura walrasiana de equilíbrio geral. Trabalhou também na teoria do capital e do juro e distinguiu-se na teoria monetária, sua maior contribuição para a análise económica.